# Buzaș, Sălaj
Buzaș (în maghiară Buzamezö) este un sat în comuna Rus din județul Sălaj, Transilvania, România.

## Vezi și

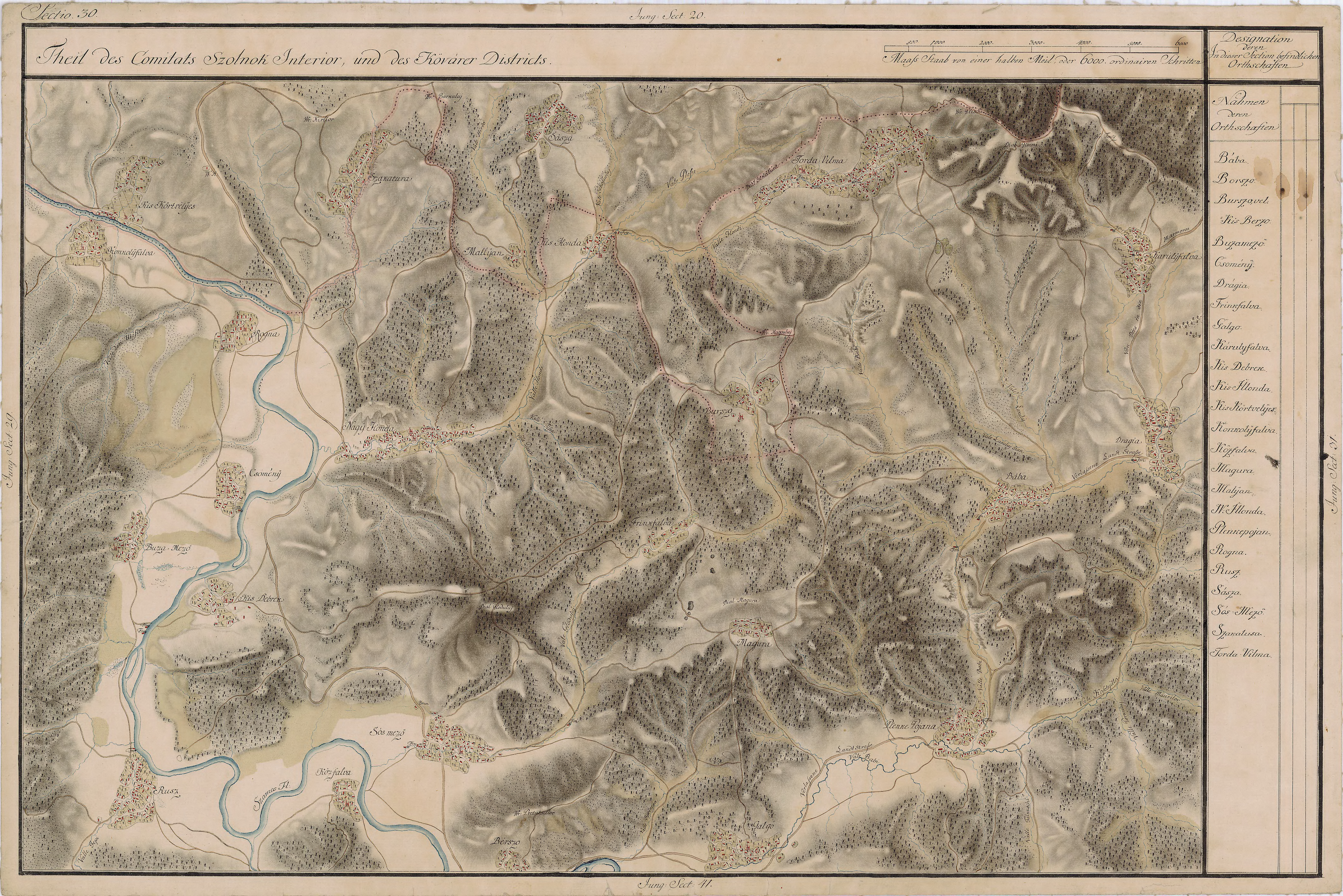
Buzaș în Harta Iosefină a Transilvaniei, 1769-1773